# Oberste Staatsanwaltschaft der Volksrepublik China

Wappen der Obersten Staatsanwaltschaft

Die Oberste Staatsanwaltschaft der Volksrepublik China (中华人民共和国最高人民检察院,  Zhōnghuá Rénmín Gònghéguó Zuìgāo Rénmín Jiǎncháyuàn) ist die höchste Rechtsverfolgungs- und Ermittlungsbehörde in der Volksrepublik China. Die Sonderwirtschaftszonen Hongkong und Macau unterstehen ihr nicht, sie bilden eigene Rechtskreise.
Mitglieder und Leiter der Obersten Staatsanwaltschaft werden durch den Nationalen Volkskongress ernannt. Derzeitiger oberster Generalstaatsanwalt ist Zhang Jun (张军).